# Герцог де Лаферте-Сентер
Герцог де Лаферте-Сентер (фр. duc de La Ferté-Senneterre) — французский дворянский титул, принадлежавший представителям дома Сен-Нектеров.

## История
Барония Сен-Нектер в Оверни, также именовавшаяся Сентером, и с XIII века принадлежавшая одноименному дворянскому роду, вместе с зависимыми землями была возведена в ранг герцогства-пэрии для маршала Франции Анри II де Лаферте-Сентера жалованной грамотой Людовика XIV, данной в Париже в ноябре 1665, зарегистрированной Парламентом 2 декабря того же года и Счетной палатой 18 мая 1666.
По условиям пожалования герцогство-пэрия наследовалось мужскими потомками маршала, рожденными в законном браке, а в случае отсутствия таковых Сен-Нектер возвращался к своему прежнему статусу. После смерти в 1703 году не оставившего сыновей герцога Анри-Франсуа герцогство было упразднено.

## Сеньоры Сен-Нектера
- Луи де Сен-Нектер, коннетабль Оверни в 1231—1234 годах
- Бертран I де Сен-Нектер (ум. после 1296)
- Касто I де Сен-Нектер (ум. после 1304)
- Бертран II де Сен-Нектер (ум. после 1333)
- Касто II Трипье де Сен-Нектер (ум. после 1343)
- Бертран III Трипье де Сен-Нектер (ум. после 1400)
- Арман де Сен-Нектер (ум. после 1423)
- Антуан I де Сен-Нектер (ум. после 1472)
- Антуан II де Сен-Нектер (ум. после 1510)
- Нектер де Сен-Нектер (ум. после 1538)
- Франсуа де Лаферте-Сентер (ум. 1587)
- Анри I де Лаферте-Сентер (1573—1662)
- Анри II де Лаферте-Сентер (ок. 1599—1681)

## Герцоги де Лаферте-Сентер
- 1665 — 1678 — Анри II де Лаферте-Сентер (ок. 1599—1681)
- 1678 — 1703 — Анри-Франсуа де Лаферте-Сентер (1657—1703)